# Dan Enăchescu
Dan Enăchescu (n. 19 noiembrie 1930, Brăila, România – d. 26 noiembrie 2008, București, România) a fost un medic român, specialist în sănătate publică și management sanitar, care a îndeplinit în două rânduri funcția de ministru al sănătății (1969-1972, 1990).

## Biografie
Dan Enăchescu s-a născut la data de 19 noiembrie 1930. A absolvit cursurile Facultății de Medicină și Farmacie “Carol Davila” din București în 1954. În primii cinci ani de după absolvirea facultății, a desfășurat activitate medicală și organizatorică în mediul rural. 
Începând din anul 1959, desfășoară activitate didactică în cadrul Facultății de Medicină și Farmacie “Carol Davila” din București, parcurgând toate treptele ierarhiei didactice prin examene și concursuri. Obține gradele profesionale de medic specialist (1965) și medic primar (1968) în sănătate publică și management. Urmează apoi cursuri de specializare în metode epidemiologice și statistice aplicate în sănătate publică la Universitatea Liberă din Bruxelles (1968), obținând titlul de doctor în medicină (1968) și de profesor universitar de sănătate publică (1974). 
Dan Enăchescu a activat în cadrul U.M.F. ”Carol Davila” din București până la încetarea sa din viață, îndeplinind funcțiile de șef al Catedrei de Sănătate Publică și Management (până în martie 2001), apoi de profesor consultant la aceeași catedră.
De asemenea, profesorul Enăchescu a îndeplinit și funcții administrative în sistemul de sănătate publică al României și chiar în diplomație: director al Direcției Sanitare a Municipiului București (1968), ministru al sănătății în Guvernul Ion Gh. Maurer (5) (5 iulie 1969 - 24 aprilie 1972), ambasador al României în Elveția (1975-1980), decan al Facultății de Medicină din București (1981-1988). 
După Revoluția din decembrie 1989, profesorul Dan Enăchescu este numit ca ministru al sănătății în Guvernul Petre Roman (1), îndeplinind această funcție în perioada 8 ianuarie - 28 iunie 1990. A înființat și condus Institutul Național pentru Servicii de Sănătate (1991-1994), apoi a organizat și condus Colegiul Medicilor din București (1997-1999), ca primul său președinte.
Profesorul Dan Enăchescu a încetat din viață la data de 26 noiembrie 2008, în municipiul București, el suferind de o boală incurabilă care l-a chinuit în ultimii trei ani .

## Realizări profesionale
Dan Enăchescu a fost o personalitate marcantă a învățământului medical românesc, fiind considerat creator de școală de sănătate publică (de către Catedra de Sănătate Publică și Management din UMF "Carol Davila" București) .
Profesorul Enăchescu a introdus în învățământul de sănătate publică din România epidemiologia bolilor netransmisibile, statistica, metodele de cercetare a serviciilor de sănătate și managementul sanitar, metodele pedagogice moderne printre care programe bazate pe obiective educaționale, la toate disciplinele și evaluarea prin probe obiective, a promovat includerea epidemiologiei clinice și a învățământului de medicină generală/medicina familiei în etapa universitară, a introdus în UMF ”Carol Davila” cursul de master în managementul sănătății publice și a serviciilor de sănătate (din 1998).
De asemenea, a fost membru titular al Academiei de Știinte Medicale din România, membru al Asociației Române de Sănătate Publică și Management Sanitar (ARSPMS), al Asociației Latine de Analiză a Sistemelor de Sănătate (ALASS), al Asociației Europene a Școlilor de Sănătate Publică (ASPHER), al colegiului de redacție al Revistei “Medicina Modernă”, editată de CMB, și al conducerii revistei „Epistula” editată de ALASS.
Pentru meritele sale, profesorul Enăchescu a primit Ordinul Meritul Sanitar clasa I, Ordinul Muncii clasa I, Ordinul Steaua României în grad de Ofiter, Ordinul Marea Cruce pentru Merit cu Stea și Cordon a Germaniei, Premiul și Diploma „Iuliu Moldovan” a Academiei de Științe Medicale, Diploma pentru întreaga activitate a Colegiului Medicilor din România. 

## Distincții
- Ordinul „23 August” clasa a III-a (4 mai 1971) „cu prilejul aniversării a 50 de ani de la constituirea Partidului Comunist Român, [...] pentru merite deosebite în opera de construire a socialismului”[3]

## Lucrări publicate
Dan Enăchescu a publicat 70 de lucrări științifice, în următoarele domenii de cercetare: evaluarea stării de sănătate, epidemiologia bolii și a sănătății, formarea universitară și postuniversitară în sănătate publică și management sanitar, cercetarea serviciilor de sănătate, reforma sistemelor de sănătate, strategii de reabilitare a serviciilor de sănătate în România. Dintre lucrările publicate, menționăm următoarele:
- Bazele metodologice ale sănătății publice (1962)
- Sănătatea publică în România (1966)
- Primary Health Care (Newsletter-2000-HFA, 1990)
- Financing and Health Care Provision in Romania in Financing and Delivering Health Care in Balkan Region (Atena, 1992)
- Sănătate Publică și Management Sanitar (1995)
- Santé, financement du systheme et reforme des services de santé en Roumanie - Evolution recentes (1996)
- Cercetarea stării de sănătate și a principalilor factori care o influențează, în vederea fundamentării strategiilor de intervenție (1996)
- Probleme privind politicile de sănătate în țările Europei Centrale și de Răsărit (1998)
- External Cooperation for the Professional Management of Health Services in Romania (1998)
- Sistemul spitalicesc din București și posibilitatea reformării sale (2003)